# Schizolaena raymondii
Schizolaena raymondii är en tvåhjärtbladig växtart som beskrevs av Porter Prescott Lowry och Rabeh.. Schizolaena raymondii ingår i släktet Schizolaena och familjen Sarcolaenaceae. Inga underarter finns listade i Catalogue of Life.